# ЛюдкевичФест
Людкевич Фест — український фестиваль класичної музики, створений концертною агенцією «Collegium Musicum» та проведений вперше у період з 8 до 17 вересня 2017 року у Львові. Перший фестиваль був присвячений творчості і постаті Станіслава Людкевича та композиторів-сучасників (В.Барвінський, О.Нижанківський, М.Колесса та ін.). Завданням першого фестивалю також стало дослідження культурного і мистецького контексту та їхнього впливу на українську музику того часу. Фестиваль організовується за підтримки Управління культури Львівської міської ради, Львівської національної філармонії та готелю «Жорж».
Також в рамках фестивалю у Львівській Національній Галереї Мистецтв ім. Бориса Возницького спільно з меморіальним музеєм Станіслава Людкевича проходить виставка «Образ Людкевича пензлем, олівцем, різцем». Заходи проводилися в різних закладах – у Львівській національній галереї ім. Бориса Возницького, у філармонії, в музеї ім. Соломії Крушельницької, у Домі Франка, готелі «Жорж», у Музеї Пінзеля, бібліотеці на Ринку, в Домі Людкевича, Палаці Сапігів, Пороховій вежі. Всього організатори спланували 24 заходи, які відбулися упродовж двох тижнів вересня.

## Актуальність
Ентузіазм і прагнення змін в українській культурі разом з вмінням застосовувати всі необхідні суспільні інструменти для реалізації намічених завдань привели команду концертної організації «Colegium Musicum» до розуміння важливості проведення фестивалю української музики і пошуків її витоків і історичних контекстів у власне такому форматі.
Ситуація з українською музикою неоднозначна, проте твори, представлені на фестивалі, мусять стати необхідним багажем знань не тільки для професійних музикантів, але й для значно ширшого кола української еліти; можливість донести весь цей значний пласт майже незнаної української музики до широкого кола потенційних слухачів надана через записи, здійсненні на фестивалі. Тому актуальність саме такого формату проведення фестивалю тяжко переоцінити.

## Події
8/09 — Відкриття Фестивалю. Людкевич у спогадах
9/09 — Дискусія «Класична музика в українському суспільстві»
Концерти
В циклі концертів фестивалю представлені як безпосередньо музика Людкевича і українських сучасників, так і музика XX століття, яка якось перегукується, або навіть антагонізує з нею. Серед таких антагонізуючих концертів — Інтерлюдії і Сонати Дж. Кейджа для підготовленого роялю, що доволі сильно суперечать особливостям творчості Людкевича, проте підкреслюють стильове різноманіття його часу.
9/09 Людкевич — «Літургія». Прем'єра
10/09 Тріо з Галичини
11/09 Інтерлюдії та сонати Кейджа
12/09 Людкевич в 4 руки
12/09 Шість (не)знайомих композиторів Львова
13/09 Фортепіанна музика Людкевича
14/09 Струнні квартети
15/09 Контекст часу
16/09 Солоспіви Людкевича
17/09 Симфонічні полотна Людкевича. Закриття Фестивалю Людкевич Фест
Лекторій
Лекції ЛюдкевичФесту вводять в культурно-мистецький контекст епохи, розглядаючи взаємозв'язки визначних явищ епохи з музикою Людкевича; висвітлюють також явища, що не мали безпосереднього зв'язку з творчістю Людкевича і композиторів його часу, проте стали визначальними тенденціями тієї епохи.
9/09 Образотворче мистецтво у Львові першої половини XX ст. / лекція
12/09 Людкевич і лінгвістична свідомість модернізму / лекція-концерт
13/09 Галицька музика до 1939 / лекція
14/09 Людкевич та літугрупування «Молода Муза» / лекція
15/09 Ніцше як філософ і музикант / лекція
16/09 Інфраструктура муз. життя Галичини до 1941 / лекція
07/09 — 07/10 Виставка «Образ Людкевича пензлем, олівцем, різцем»
Саморозвиток
10/09,17/09 Вікімайстерня: мистецтво
17/09 Самопрезентація для митців / Бізнес-коуч Людмила Калабуха
Для дітей
17/09 Старогалицький бал для дітей
Екскурсії
Екскурсії в дім Людкевича

## Формат подальшого проведення фестивалю
Формат буде визначатися актуальністю до музичних запотребувань публіки і корельований для більшого розголосу та залучення ширшого кола виконавців світового класу. Будуть представлені також твори українських композиторів, які почали шлях до серця українського слухача через світове визнання.